# 找到你
《找到你》（英語：Lost, Found），是一部于2018年上映的剧情电影。本片改编自2016年韩国电影《迷失：消失的女人》，由姚晨、马伊琍领衔主演，2018年10月5日于中国大陆上映。

## 剧情
女律师李捷的女儿不见了，失踪的保姆孙芳正是抱走孩子之人，李捷和家人千方百计要寻找到孙芳和女儿，最终也发现了孙芳的秘密和抱走孩子的原因。

## 演员列表

### 主要演员
| 演员姓名 | 角色名称 | 介绍 |
| 姚晨     | 李捷     |      |
| 马伊琍   | 孙芳     |      |

### 其他演员
| 演员姓名 | 角色名称 | 介绍 |
| 袁文康   | 田宁     |      |
| 吴昊宸   | 张博     |      |
| 王梓尘   | 洪家宝   |      |
| 高叶     | 晓璐     |      |
| 齐欢     | 徐兰     |      |
| 陶昕然   | 朱敏     |      |

## 电影歌曲
| 曲序 | 曲目                 | 演唱         |
| ---- | -------------------- | ------------ |
| 1.   | 为你（闺蜜主题曲）   | 姚晨、马伊琍 |
| 2.   | 找到你（同名主题曲） | 李剑青       |